# Divize D 2023/2024
Divize D 2023/2024 byla 59. ročníkem moravskoslezské Divize D, která je jednou ze skupin 4. nejvyšší soutěže ve fotbale v Česku. Od této sezony se počet mužstev v moravskoslezských divizích opět rozšířil na 16. 

## Formát soutěže
V sezóně se utkalo 16 týmů každý s každým dvoukolovým systémem podzim–jaro.

## Změny týmů proti ročníku 2022/23
- Do MSFL 2023/24 postoupila mužstva TJ Start Brno a TJ Tatran Bohunice.
- Z MSFL 2022/23 do Divize D sestoupilo FC Velké Meziříčí a SFK Vrchovina.
- Z Divize E se do Divize D přesunul tým FC Zbrojovka Brno „B“.
- Z Přeboru Kraje Vysočina 2022/23 postoupila mužstva FK Maraton Pelhřimov a TJ Slavoj TKZ Polná, z Přeboru Jihomoravského kraje 2022/23 postoupil tým SK Líšeň „B“.
- Z předchozího ročníku sestoupilo do nižší soutěže mužstvo SK Bystřice nad Pernštejnem.
- Tým FC Vysočina Jihlava „B“ byl po sezoně 2022/23 zrušen.

## Konečná tabulka
| Poř. | Tým                            | Z  | V  | R  | P  | VG | OG | B  |
| ---- | ------------------------------ | -- | -- | -- | -- | -- | -- | -- |
| 1.   | FC Zbrojovka Brno „B“          | 30 | 25 | 2  | 3  | 78 | 21 | 77 |
| 2.   | TJ Sokol Lanžhot               | 30 | 18 | 5  | 7  | 67 | 36 | 59 |
| 3.   | SK Líšeň „B“ (N)               | 30 | 17 | 3  | 10 | 59 | 37 | 54 |
| 4.   | SFK Vrchovina (S)              | 30 | 15 | 8  | 7  | 69 | 45 | 53 |
| 5.   | FC Slovan Havlíčkův Brod       | 30 | 14 | 9  | 7  | 47 | 31 | 51 |
| 6.   | FC PBS Velká Bíteš             | 30 | 13 | 10 | 7  | 54 | 43 | 49 |
| 7.   | SK Tatran Ždírec nad Doubravou | 30 | 13 | 6  | 11 | 40 | 37 | 45 |
| 8.   | AFC Humpolec                   | 30 | 12 | 5  | 13 | 44 | 48 | 41 |
| 9.   | TJ Slavoj TKZ Polná (N)        | 30 | 12 | 4  | 14 | 45 | 52 | 40 |
| 10.  | FC ŽĎAS Žďár nad Sázavou       | 30 | 12 | 3  | 15 | 45 | 52 | 39 |
| 11.  | TJ Dálnice Speřice             | 30 | 8  | 7  | 15 | 35 | 60 | 31 |
| 12.  | MSK Břeclav                    | 30 | 8  | 7  | 15 | 38 | 53 | 31 |
| 13.  | FC Velké Meziříčí (S)          | 30 | 8  | 7  | 15 | 33 | 58 | 31 |
| 14.  | TJ Sokol Tasovice              | 30 | 9  | 4  | 17 | 41 | 57 | 31 |
| 15.  | FK Maraton Pelhřimov (N)       | 30 | 6  | 10 | 14 | 36 | 51 | 28 |
| 16.  | FSC Stará Říše                 | 30 | 2  | 6  | 22 | 27 | 77 | 12 |

Poznámky:
- Z = Odehrané zápasy; V = Vítězství; R = Remízy; P = Prohry; VG = Vstřelené góly; OG = Obdržené góly; B = Body; (S) = Mužstvo sestoupivší z vyšší soutěže; (N) = Mužstvo postoupivší z nižší soutěže (nováček)

|  | Postup do MSFL 2024/25                   |
|  | Sestup do Přeboru Kraje Vysočina 2024/25 |